# Дод, Луи-Альбер
Луи-Альбер Дод (фр. Louis-Albert Dode, 1875 — 1943) — французский ботаник, дендролог.        

## Биография
Луи-Альбер Дод родился в 1875 году.
В начале XX века он провёл обширные исследования тополей.
Дод был основателем Société Dendrologique de France.
Луи-Альбер Дод умер в 1943 году.

## Научная деятельность
Луи-Альбер Дод специализировался на семенных растениях.